# Adoretus hainanensis
Adoretus hainanensis är en skalbaggsart som beskrevs av Keith och Li 2009. Adoretus hainanensis ingår i släktet Adoretus och familjen Rutelidae. Inga underarter finns listade i Catalogue of Life.